# عبد الأمير العكيلي
عبد الأمير محمد حسين عبد الغفار العگيلي (1920 - 4 آذار 2009) هو قاضي وشخصية قانونيّة عراقية، تولى منصب نائب المدعي العام ثم رئيس الادعاء العام للبلاد، وكان من الفقهاء القانونيين المعروفين عراقياً وعربياً في مجال اصول المحاكمات الجزائية. كما كان ممثلًا للعراق في المنظمة الاستشارية القانونية الأفرو-آسيوية.[بحاجة لمصدر]

## مؤلفاته
- محاضرات في العقوبة 1948
- محاضرات في التحقيق الجنائي عام 1949
- كتاب شرح قانون اصول المحاكمات الجزائية البغدادي وتعديلاته الذي طبع عام 1949
- كتاب شرح قانون اصول المحاكمات الجزائية البغدادي، التحري وجمع الأدلة
- كتاب شرح قانون اصول المحاكمات الجزائية البغدادي، المحاكمة والطعن عام 1970
- كتاب الدعوى العامة والدعوى المدنية عام 1971
- كتاب النظام القانوني للادعاء العام في العراق والدول العربية عام 1999 بالإشتراك مع د. ضاري خليل محمود.